# Phyllophaga marilucasana
Phyllophaga marilucasana är en skalbaggsart som beskrevs av María J. Cano och Moron 2002. Phyllophaga marilucasana ingår i släktet Phyllophaga och familjen Melolonthidae. Inga underarter finns listade i Catalogue of Life.